# پیچاجوچا
پیچاجوچا (به اسپانیایی: Pichjajocha) یک کوه در پرو است که در منطقه آیاکوچو واقع شده‌است. پیچاجوچا ۴٬۶۰۰ متر بالاتر از سطح دریا واقع شده‌است.